# Бета-функция (физика)
В теоретической физике, особенно в квантовой теории поля, часто используется бета-функция, характеризующая зависимость константы взаимодействия от энергетического уровня. Сама бета-функция определяется как
{\displaystyle \beta (g)={\frac {\partial g}{\partial \,ln\,\mu }}}

## Масштабная инвариантность
Если бета-функция обращается в ноль при особом значении константы взаимодействия, то КТП, константа которой описывается этой бета-функцией, называется масштабно-инвариантной. Зачастую эти теории оказываются ещё и конформно-инвариантны. Такие поля изучаются конформной теорией поля.

## Примеры
Бета-функции обычно считаются в приближении, например с помощью теории возмущений, которая предполагает, что параметры связи чрезвычайно малы. Далее выполняется разложение по степеням и обрезаются более высокие степени (обычно их называют петлями, из-за соответствующего количества петель в диаграммах Фейнмана).

### Квантовая электродинамика
Однопетлевая бета-функция для КЭД определяется как
{\displaystyle \beta (e)={\frac {e^{3}}{12\pi ^{2}}}}
или с использованием постоянной тонкой структуры
{\displaystyle \beta (\alpha )={\frac {2\alpha ^{2}}{3\pi }}\,.}
Последняя формула следует из равенства
{\displaystyle \alpha ={\frac {e^{2}}{4\pi }}\,.}
Решением этого уравнения является функция
{\displaystyle \alpha =-{\frac {3\pi }{2\,ln\,\mu }}\,.}
Бета-функция говорит о том, что постоянная тонкой структуры возрастает вместе с энергетическим уровнем, она может даже обратиться в бесконечность при конечных энергиях (эти энергии называются полюсом Ландау). Как только бета-функция обращается в бесконечность, теория возмущений перестаёт работать.

### Квантовая хромодинамика
Однопетлевая бета-функция для КХД с {\displaystyle n_{f}} ароматами кварков и {\displaystyle n_{s}} скалярными цветными бозонами
{\displaystyle \beta (g)=-\left(11-{\frac {n_{s}}{6}}-{\frac {n_{f}}{3}}\right){\frac {g^{3}}{16\pi ^{2}}}}
или
{\displaystyle \beta (\alpha _{s})=-\left(11-{\frac {n_{s}}{6}}-{\frac {n_{f}}{3}}\right){\frac {\alpha _{s}^{2}}{2\pi }}\,.}
Решением этого уравнения является функция
{\displaystyle \alpha _{s}={\frac {12\pi }{\left(66-n_{s}-2n_{f}\right)ln\,\mu }}\,.}
Если {\displaystyle n_{f}\leq 16}, то бета-функция убывает при увеличении энергетического уровня. Этот феномен называется асимптотической свободой.

### Неабелева SU(N) калибровочная теория
В КХД используется калибрвочная группа {\displaystyle SU(3)}, определяющая 3 цвета. Мы можем обобщить бета-функцию для любого количества цветов N
{\displaystyle \beta (g)=-\left({\frac {11}{3}}C_{2}(SU(N))-{\frac {1}{3}}n_{s}T(R_{s})-{\frac {4}{3}}n_{f}T(R_{f})\right){\frac {g^{3}}{16\pi ^{2}}}}
или
{\displaystyle \beta (\alpha )=-\left({\frac {11}{3}}C_{2}(SU(N))-{\frac {1}{3}}n_{s}T(R_{s})-{\frac {4}{3}}n_{f}T(R_{f})\right){\frac {\alpha ^{2}}{2\pi }}\,.}
Где {\displaystyle C_{2}} — инвариант Казимира второго порядка от калибровочной группы, {\displaystyle T(R)\delta ^{ab}=tr(T_{R}^{a}T_{R}^{b})}, где {\displaystyle T_{R}^{a,b}} — генераторы алгебры Ли в представлении {\displaystyle R}. Для Майорановских и Вейловских фермионов {\displaystyle {\frac {4}{3}}} и {\displaystyle {\frac {1}{3}}} заменить на {\displaystyle {\frac {2}{3}}} и {\displaystyle {\frac {1}{6}}} соответственно.
Для калибровочных полей (например глюонных) в сопряжении с {\displaystyle SU(N)}, {\displaystyle C_{2}(SU(N))=N}. Для фермионов в фундаментальном представлении {\displaystyle SU(N)}, {\displaystyle T(R)={\frac {1}{2}}}. Тогда для КХД с {\displaystyle N=3} бета-функция принимает вид представленный выше.

### Взаимодействие Юкавы
В стандартной модели кварки и лептоны взаимодействуя с полем Хиггса через потенциал Юкавы приобретают массу. Взаимодействия большинства кварков и лептонов мало по сравнению с взаимодействием t-кварка. В динамике их можно описать с помощью бета-функции
{\displaystyle \beta (y)\approx \left({\frac {9}{2}}y^{2}-8g_{3}^{2}\right){\frac {y}{16\pi ^{2}}}\,,}
где {\displaystyle g_{3}} — цветовая константа взаимодействия, которая также является функцией энергии и обладает свойствами асимптотической свободы. Таким образом взаимодействия всех кварков кроме t-кварка чрезывчайно малы при энергиях Великого Объединения (около {\displaystyle 10^{15}} ГэВ). Аналогично можно вычислить энергии при которых кварки приобретают свои массы — около 100 ГэВ.
В стандартной модели предсказанная масса t-кварка 230 ГэВ, в то время как измеренная равна 174 ГэВ, что говорит о том, что возможно существуют другие Хиггсовские бозоны.